# Université de Pavie

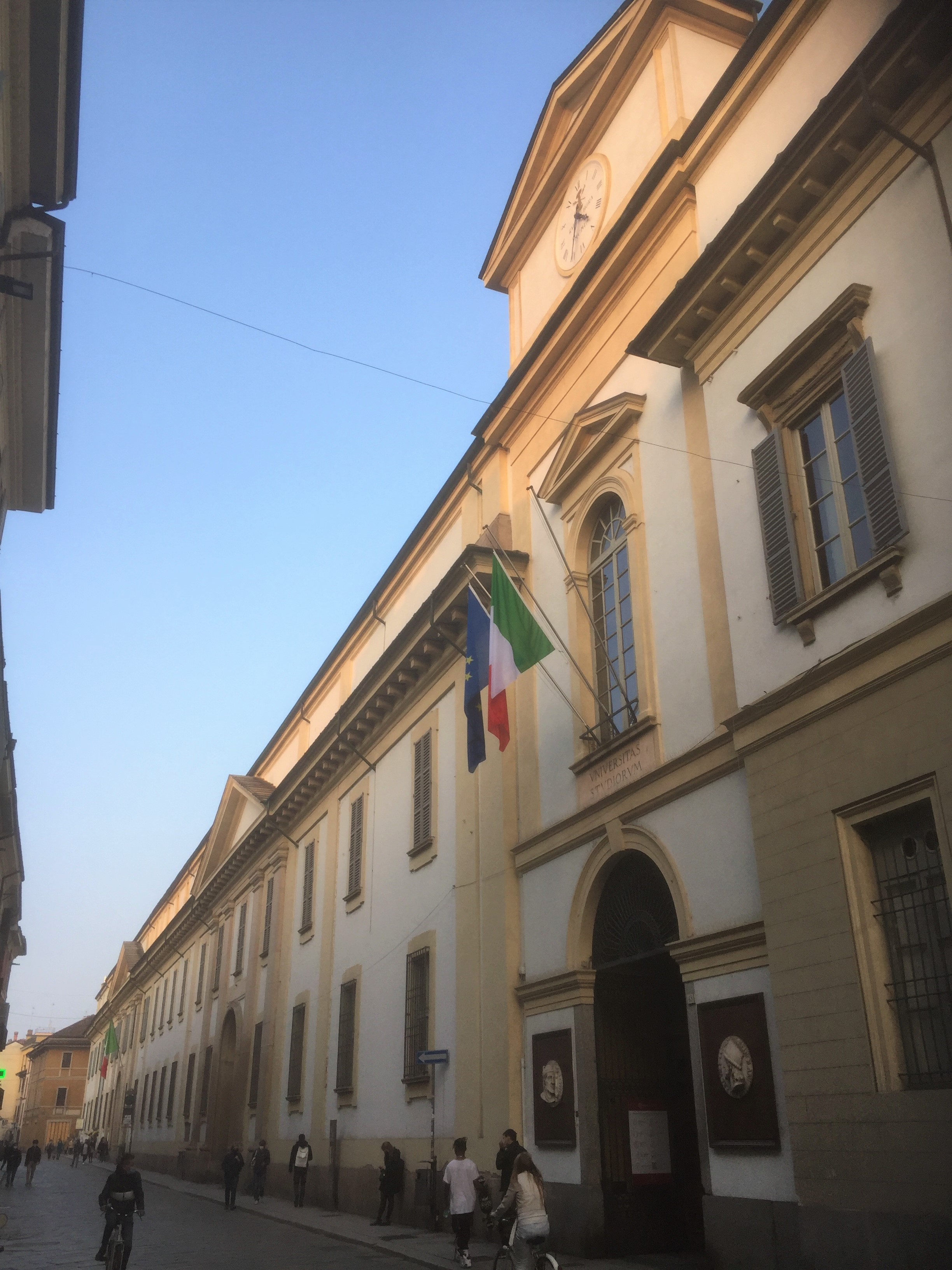
Giuseppe Piermarini, façade de l'université, 1771-1773.

L'université de Pavie (en italien, Università degli studi di Pavia) est une université italienne fondée en 1361 à Pavie, en Lombardie, et classée en 2022 par le Times Higher Education parmi les 10 meilleures en Italie et parmi les 300 meilleures au monde

## Historique
825 et 1361 : ces deux dates marquent le début de l'université de Pavie, la plus ancienne université de Lombardie et l'une des plus anciennes du monde. Le 25 mai 825, l'empereur Lothaire Ier promulgua le capitulaire Olonense dans le palais royal de Corteolona, qui fonda la Schola Papiense, une école de droit, de rhétorique et d'arts libéraux, à Pavie, capitale du royaume d'Italie. L'empereur nomma directeur de l'école le professeur Dungal, moine irlandais, maître de rhétorique et de science, astronome et poète. Tout au long de la période médiévale, l'école de Pavie, basée au monastère de San Pietro in Ciel d'Oro, où un grand scriptorium a été créé, était en activité florissante. Les étudiants de Milan, Brescia, Lodi, Bergame, Novara, Vercelli, Tortona, Acqui, Gênes, Asti et Côme dépendaient du campus de Pavie.

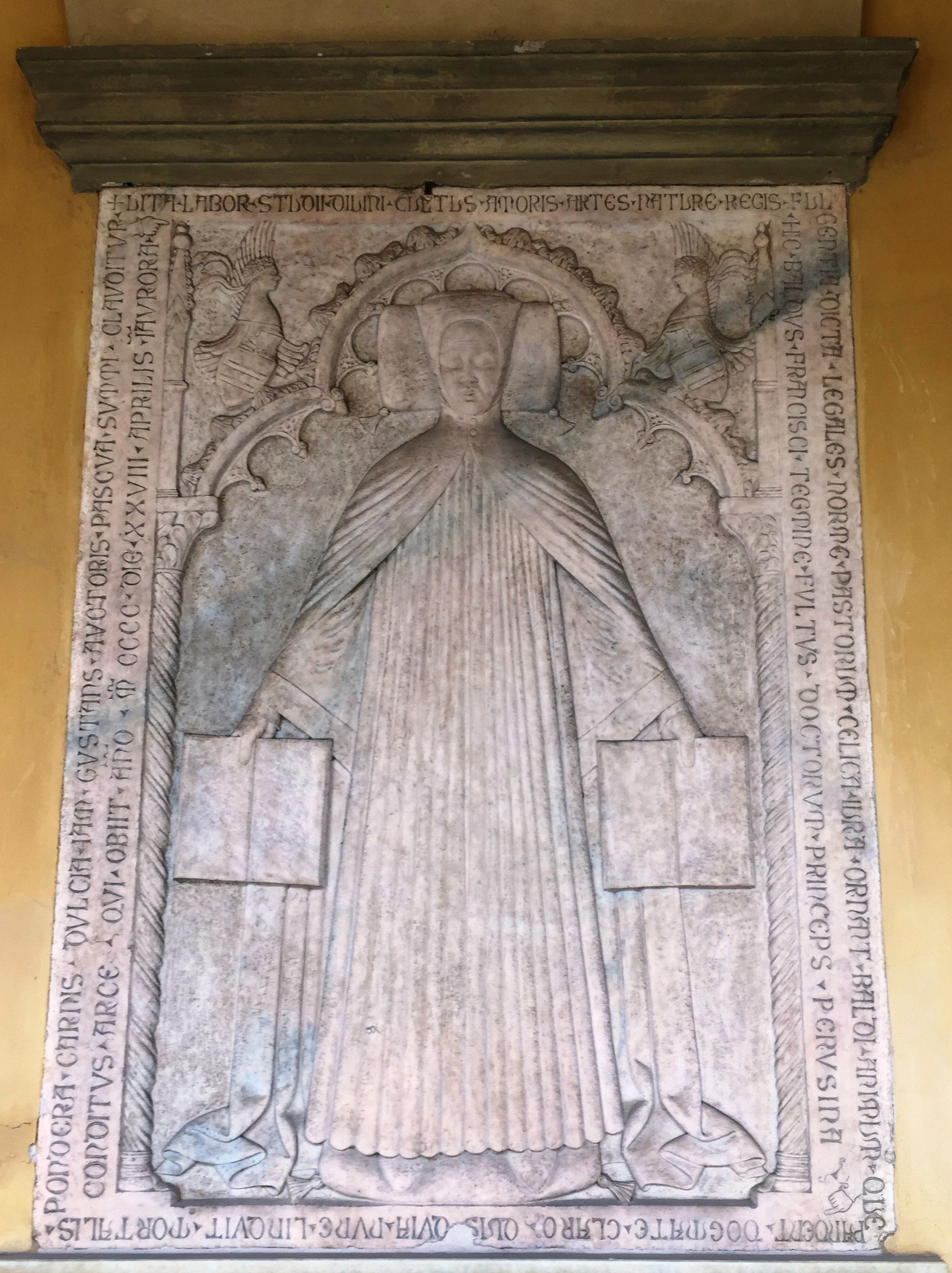
Dalle funéraire de Balde de Ubaldis (première moitié du XVe siècle).

L'université est née grâce à Galéas II Visconti en 1361 ; en effet, immédiatement après la conquête de la ville par le duché de Milan, Galéas II, en tant que vicaire impérial, obtint de l'empereur Charles IV de Luxembourg le décret fondateur du Studium, avec des privilèges similaires à ceux des écoles de Paris, Bologne, Oxford, Orléans et Montpellier. "Le cabinet était composé de deux universités distinctes, juristes (droit civil et canonique) et artistes (médecine, philosophie et arts libéraux). Un recteur était élu annuellement à la tête de l'université qui était généralement un étudiant ayant passé la vingtième année. Les diplômes universitaires étaient délivrés à trois niveaux : le baccalauréat, la licence et le doctorat. Par la suite, en 1389, le Studium fut autorisé par le pape Boniface IX à exercer l'enseignement théologique. De plus, la même année de sa fondation, Galéas II Visconti a publié un décret qui établissait que tous les étudiants qui vivaient dans les territoires du duché de Milan devaient utiliser le nouveau studio Pavese. À partir de 1412, après des périodes de crise intermittentes dues à des turbulences politiques et militaires, l'université a repris son fonctionnement régulier.
La naissance de l'université a eu un impact positif sur l'économie de la ville, attirant également de nombreux étudiants nobles et riches, venant d'autres États italiens et de différents pays européens, qui se sont installés à Pavie pour étudier le droit, les arts et la médecine. Le XVe siècle voit également se multiplier les collèges (comme le collège Castiglioni fondé en 1429 par le cardinal Branda Castiglioni) destinés aux étudiants les plus démunis, parrainés par d'importantes familles milanaises et paviennes et assiégés par de nombreux nobles et courtisans qui, pour y entrer, ils avaient les princes recommandés. Dans le domaine des études philosophiques et littéraires, il faut rappeler l'enseignement de Laurent Valla, dans celui du droit, de Balde de Ubaldis et Giasone del Maino.
Dans les mêmes années, Elia di Sabato da Fermo, médecin personnel de Filippo Maria Visconti, fut le premier professeur de médecine de la religion juive dans une université européenne, tandis qu'à partir de 1490, un enseignement de l'hébreu fut établi à l'université.
L'activité académique a connu une interruption brutale à la suite des très graves dommages subis par la ville par un siège d'un an, entre 1524 et 1525, résolu avec la bataille de Pavie. Une situation de stagnation similaire a continué à persister dans les années suivantes, et l'activité scientifique et didactique de l'université a été fortement affectée.
Malgré cela, au début du XVIe siècle, Jérôme Cardan a été formé à l'université, tandis que, probablement en 1511, Léonard de Vinci a étudié l'anatomie avec Marcantonio della Torre, professeur d'anatomie à l'université et, également à Pavie, il a enseigné le droit André Alciat.
La renaissance de l'université eut lieu à partir de la seconde moitié des années 1700, grâce aux souverains autrichiens Marie-Thérèse d'Autriche et Joseph II, qui, inspirés par les principes de l'absolutisme éclairé, firent d'importantes réformes administratives, et permirent la naissance de l'école anatomique de Pavie. Au tournant des XVIIIe et XIXe siècles, l'université est devenue l'une des meilleures d'Europe (et du monde), comptant des universitaires tels que le physicien Alessandro Volta (qui a également occupé le poste de recteur), les anatomistes Antonio Scarpa et Lazzaro Spallanzani, le mathématicien Lorenzo Mascheroni. Toujours à Pavie, en 1777, Maria Pellegrina Amoretti est diplômée, la première femme diplômée en droit en Italie.

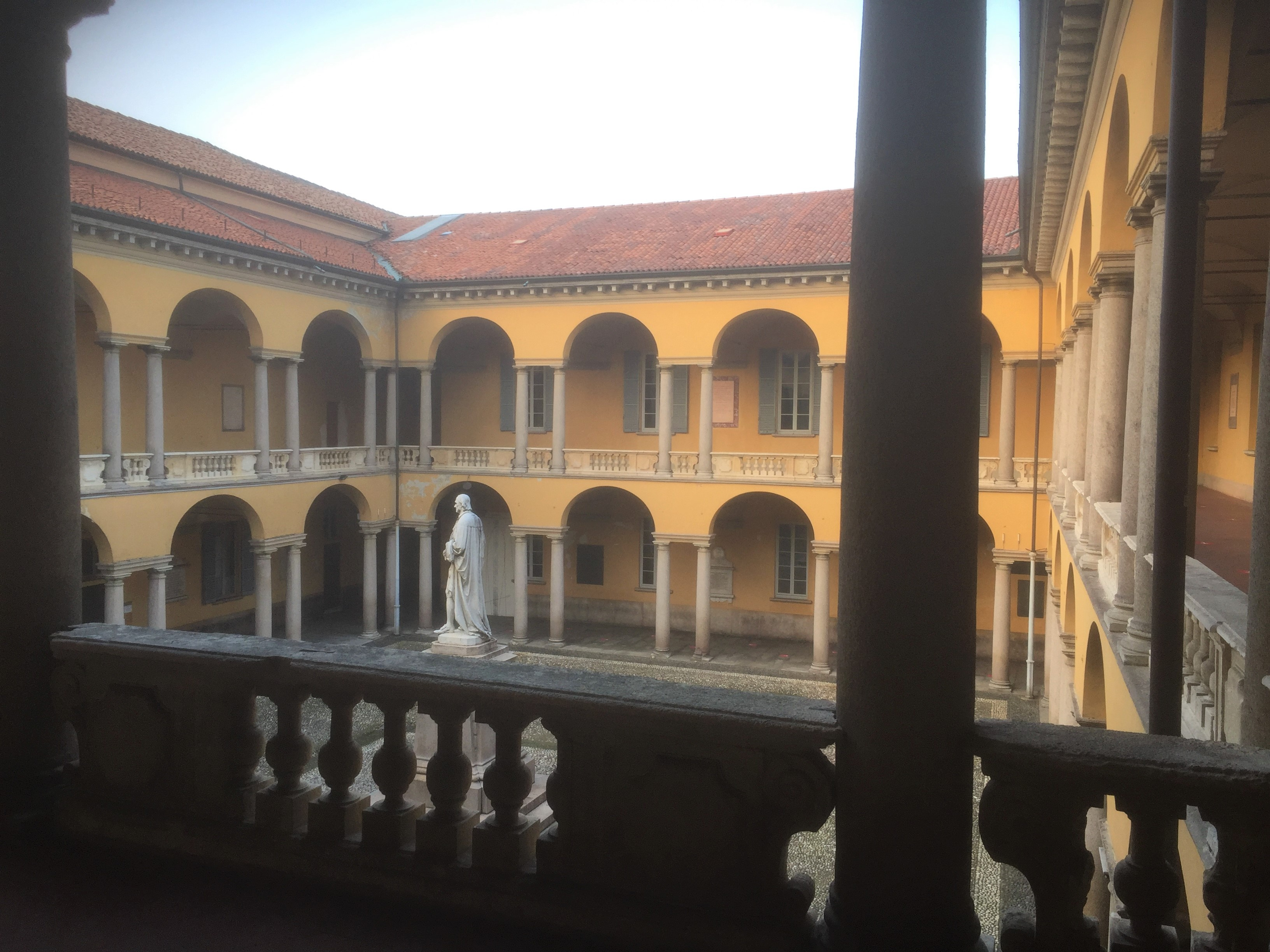
La cour Volta.

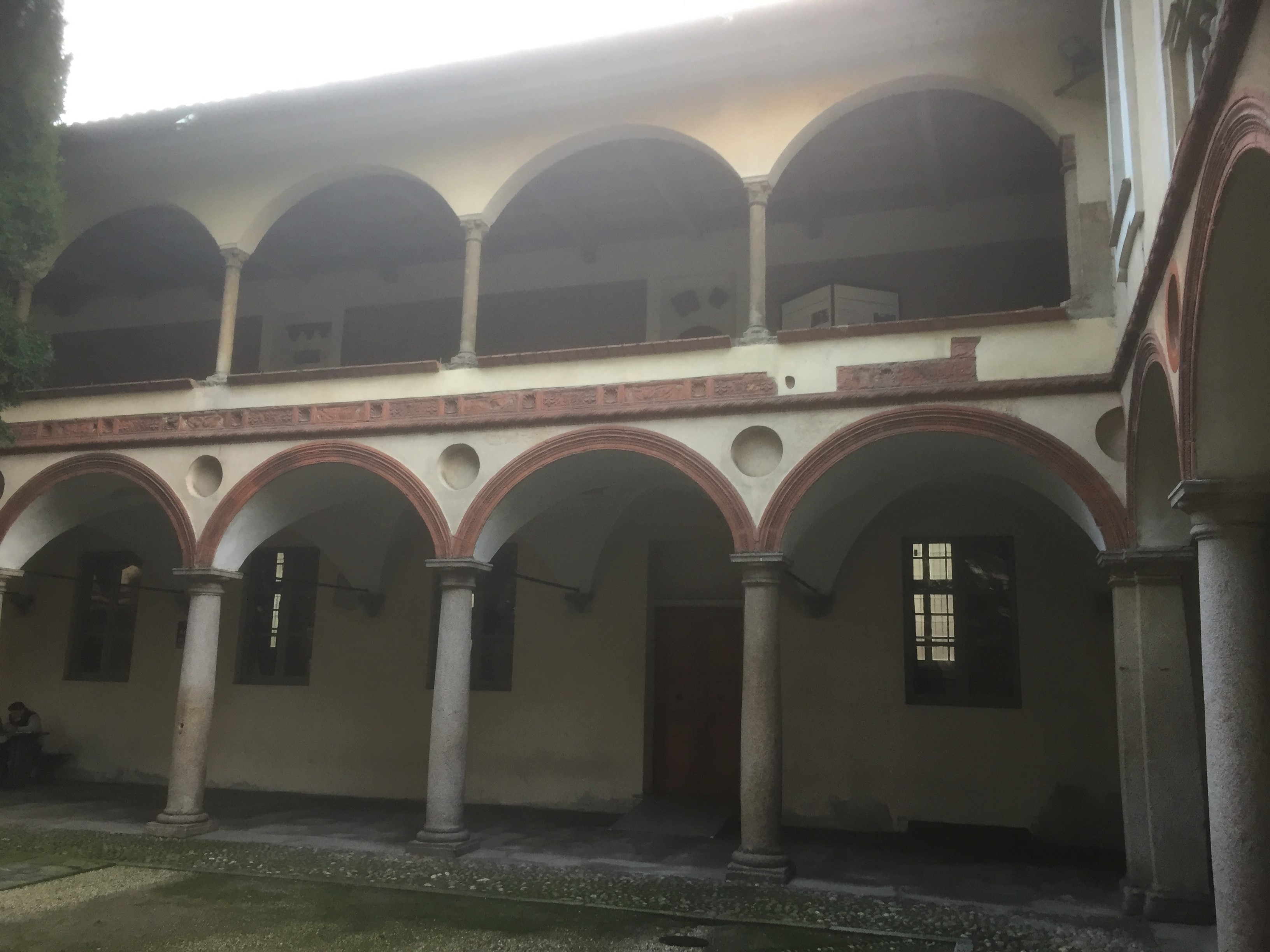
La cour Sforzesco (XVe siècle) de l'ancien hôpital Saint-Matthieu.

Dans les premières années du XXe siècle, l'université de Pavie a été la première université italienne à recevoir le prix Nobel, en la personne du médecin et histologue Camillo Golgi (dans les périodes 1893-1896 et 1901-1909, la plus haute fonction de l'université). En 1935, pour atteindre les instituts universitaires, une extension spéciale du tramway de la ville a été activée, en application de l'accord entre l'administration municipale et l'université royale. Depuis la fin de la Seconde Guerre mondiale, l'université de Pavie a connu une nouvelle relance, en grande partie grâce à l'énergie et à l'initiative du recteur de l'époque, Plinio Fraccaro. Au cours des années soixante-dix, les facultés traditionnelles se sont ajoutées à celles d'économie et de commerce et d'ingénierie. Enfin, dans les années quatre-vingt, l'université a pris son aspect actuel grâce à la construction du siège de la faculté d'ingénierie, née d'un projet de l'architecte Giancarlo De Carlo. À la suite de nouveaux agrandissements, un véritable campus a été créé qui abrite désormais des laboratoires de recherche, des laboratoires d'enseignement et des bureaux de diverses formations, y compris dans le domaine scientifique. L'Institut de génétique moléculaire (IGM-CNR) est situé dans une partie de la structure, annexée au même campus. Le nom "Nave", que tout le monde utilise pour identifier cette université, est dû précisément à l'architecture des bâtiments qui, avec des planchers asymétriques, des appuis extérieurs évidents et des hublots sur les portes, rappellent la structure typique d'un navire de dimensions importantes.

## Le bâtiment central de l'université

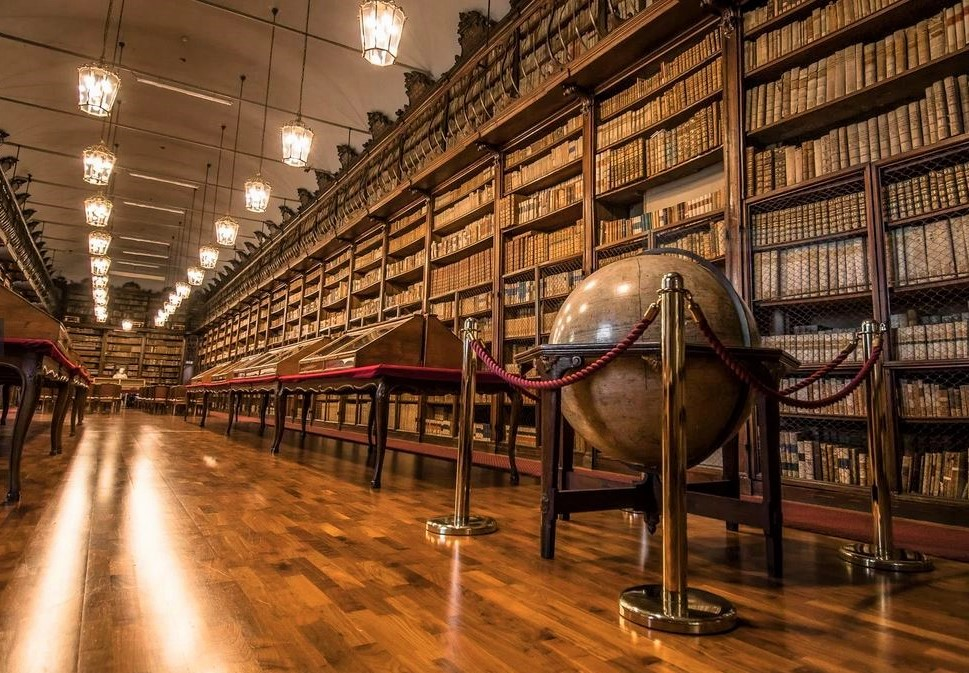
Giuseppe Piermarini, la bibliothèque, 1772.

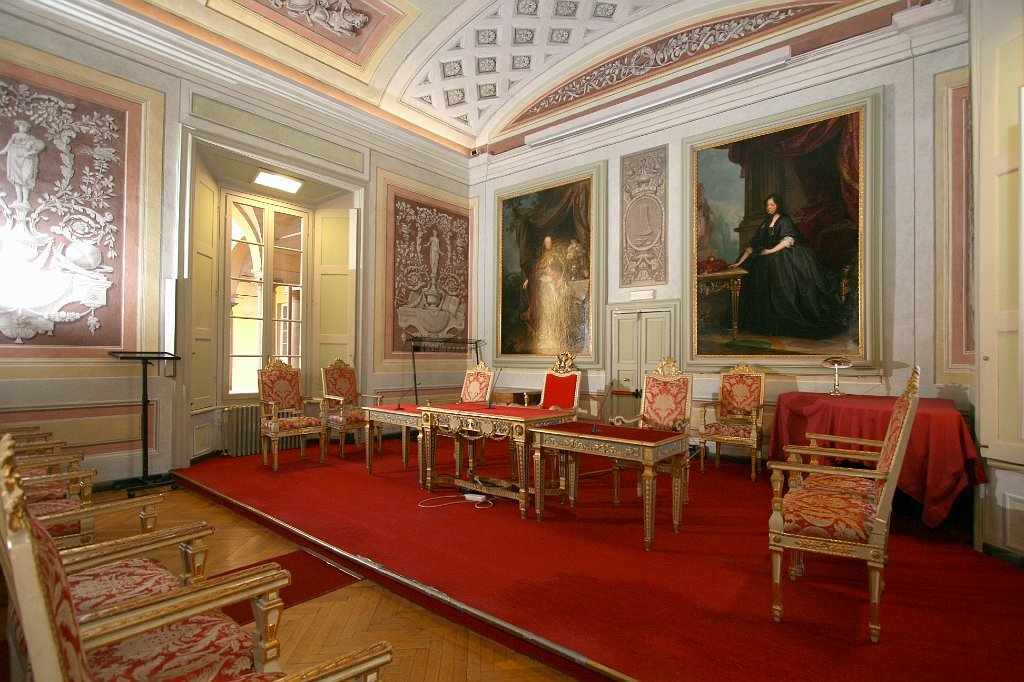
Giuseppe Piermarini, Aula Foscolo, 1775.

À l'origine, il n'y avait pas un seul bâtiment destiné aux études: les cours avaient lieu dans des maisons privées et des couvents qui offraient des locaux adaptés, ou dans le même bâtiment de la municipalité. Ce n'est qu'à la fin du XVe siècle que Ludovico il Moro a attribué au Studium un bâtiment de la Strada Nuova ayant appartenu à Azzone Visconti. Le bâtiment, qui bordait l'hôpital San Matteo, à la suite de la restructuration du XVIe siècle (1534) avait déjà deux cours avec des arcades superposées qui correspondent approximativement à celles actuelles de Volta et de Caduti. À l'origine, les deux cours étaient connues sous le nom de Legal (Volta) et Medico (Caduti) à partir des enseignements hébergés dans les salles de classe des deux parties: celle du sud abritait les leçons de droit civil et canonique, tandis que celle du nord abritait les espaces de médecine, philosophie et arts libéraux. Le Cortile Volta doit son nom actuel à la présence de la statue d'Alessandro Volta sculptée par Antonio Tantardini en 1878 à l'occasion du centenaire de la nomination de Volta comme professeur de physique expérimentale à Pavie. Volta est représenté dans une toge professionnelle avec la torche dans sa main gauche. Dans les murs d'enceinte, sous le portique, on peut admirer de nombreuses pierres tombales et épigraphes commémoratives. Les plus anciennes et les plus intéressantes remontent aux XVe et XVIe siècles et sont dédiées à certains des professeurs les plus célèbres de Pavie.

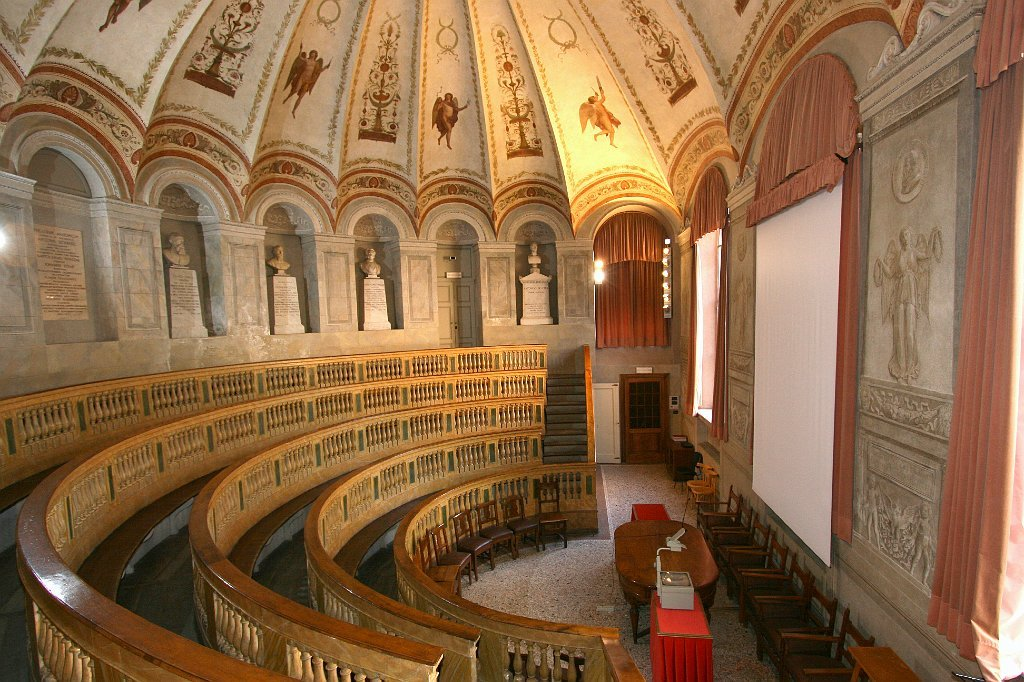
Leopoldo Pollack, Aula Scarpa, 1785-1786.

Entre 1661 et 1671, il y eut une autre intervention de l'architecte Giorgio Pessina qui réorganisa les doubles arcades en ajoutant des colonnes doriques couplées, conçut des balustrades décorées de piliers pour l'étage supérieur et donna aux arcs un profil polygonal inhabituel. Au XVIIIe siècle, Marie-Thérèse d'Autriche, dans le cadre de son nouveau plan pour une meilleure gestion et réorganisation de l'université, proposa une modernisation de l'ancien bâtiment. La tâche a été confiée à l'architecte Giuseppe Piermarini qui s'est occupé de la façade et des cours, où il a arrondi les arcs et remplacé le toit à caissons des arcades par des plafonds voûtés. C'est à cette époque que fut construite la salle Foscolo, qui fut décorée en 1782 par Paolo Mescoli.

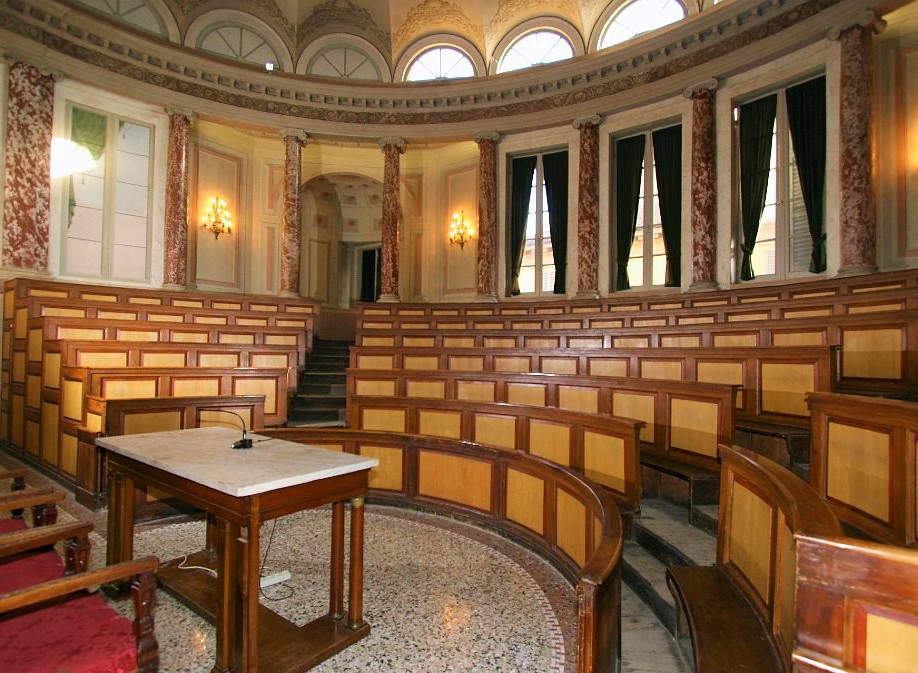
Leopoldo Pollack, Aula Volta, 1787.

En 1783, l'empereur Joseph II fit don à l'université de l'ancien monastère de Leano, dont une partie était destinée à la Faculté de théologie pour laquelle Leopoldo Pollack fit construire un corps autonome du bâtiment, articulé autour d'une troisième cour en ligne avec les deux originaux, dont il reprend le motif de la double loggia à colonnes doriques accouplées. À l'étage, il a construit un théâtre physique semi-circulaire, maintenant connu sous le nom d'aula Volta, de structure similaire au théâtre anatomique, aujourd'hui aula Scarpa situé dans la cour de la médecine. Au début du XIXe siècle, la partie sud du monastère de Leano a également été absorbée par l'université et Giuseppe Marchesi a complété le bras de l'usine jusqu'à via Mentana. Le même architecte fut responsable de la conception de la nouvelle aula magna construite entre 1845 et 1850 sous la direction de l'architecte Giovanni Battista Vergani, avec un pronaos composé de colonnes corinthiennes inspirées du modèle d'un temple grec. À l'extérieur, le bas-relief du tympan, réalisé par le sculpteur Antonio Galli, représente le recteur Alessandro Volta en train de conférer un diplôme. C'est le siège des principales cérémonies de l'université.
En 1932, après le déménagement des départements médicaux dans leur nouveau siège à Viale Golgi, l'université s'est encore agrandie et a acquis le grand complexe du XVe siècle qui appartenait autrefois à l'hôpital San Matteo.
Salles de classe historiques :
- L'escalier de l'université, 1823.

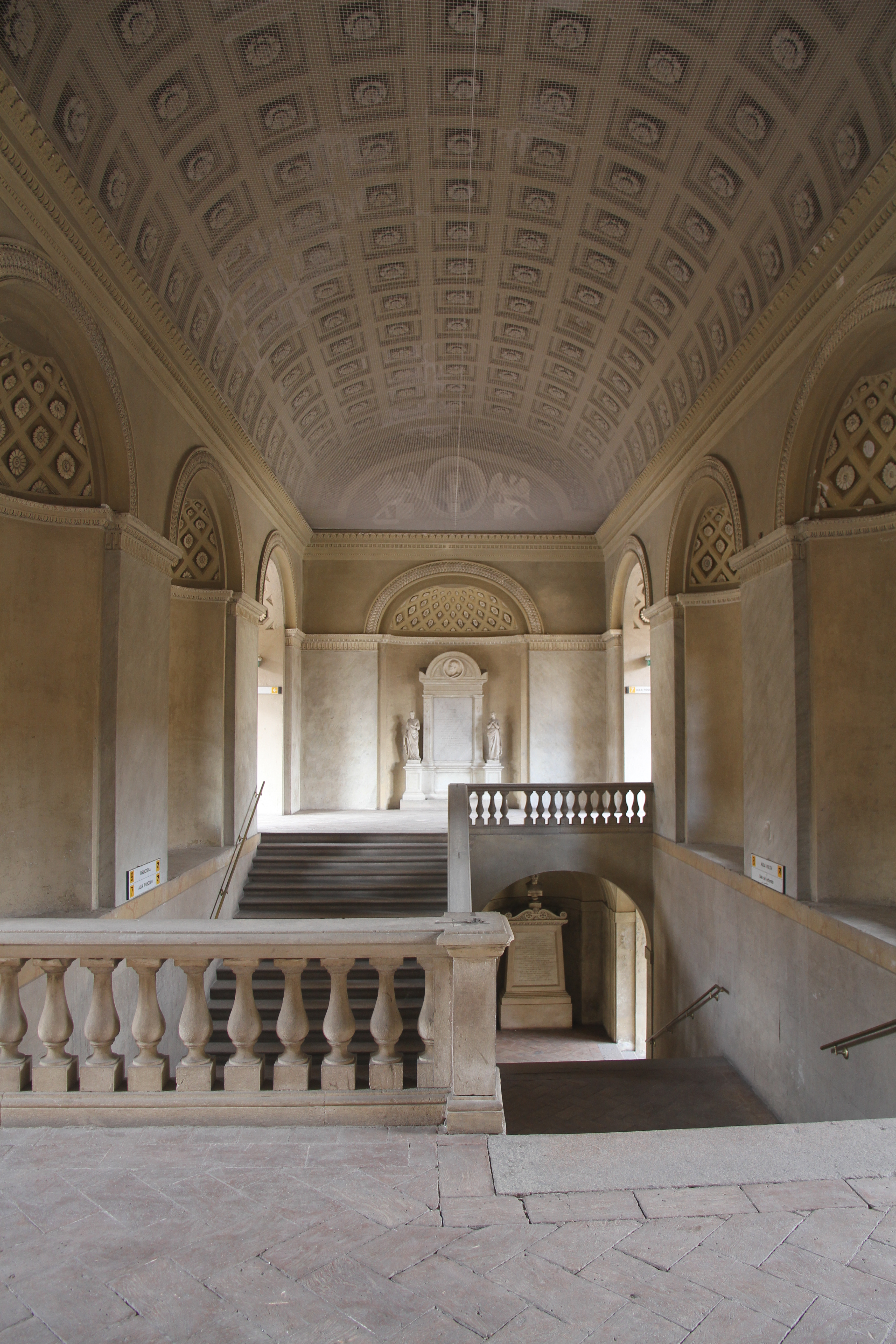
L'escalier de l'université, 1823.

Aula Foscolo : c'était l'amphithéâtre des facultés de médecine et de droit. Il a été construit en 1775 sur un projet de l'architecte Giuseppe Piermarini. Sur le mur du fond, deux grandes peintures à l'huile représentant Marie-Thérèse d'Autriche et son fils Joseph II, exécutées à Vienne par Hubert Maurer en 1779.
- Aula Scarpa : situé au rez-de-chaussée dans l'angle nord-est de la première cour. C'est le théâtre anatomique construit par Antonio Scarpa. Le premier projet élaboré par Giuseppe Piermarini a été suivi par celui définitif de Leopoldo Pollack, créé entre 1785 et 1786. Il a une forme semi-circulaire sur des marches pour permettre aux étudiants d'assister à des cours d'anatomie basés sur la dissection de cadavres. L'anatomiste Antonio Scarpa a été l'un des premiers à comprendre l'importance d'un lien étroit entre médecine et chirurgie. Cette dernière était considérée comme une branche moins noble du savoir médical, à confier à des non-médecins. Cette innovation est allégoriquement représentée par deux hommes sur la voile centrale au-dessus de la chaise, représentant la médecine et la chirurgie se serrant la main dans un geste de gratitude. Sur les autres voiles, des grotesques alternent avec des figures ailées tenant les outils du métier de chirurgien[13].
- Aula Volta : au premier étage dans la cour des statues. Dans cette classe, Alessandro Volta a effectué son enseignement et les premières expériences sur l'électricité. Elle fut commandée par Joseph II qui en confia le projet à Leopoldo Pollack en 1787. Elle a la forme d'un amphithéâtre et présente des trompe-l'œil qui prolongent la série de grandes fenêtres sur les gradins devant la chaise. L'espace est marqué par des demi-colonnes ioniques qui s'arrondissent dans la courbure des marches[14].

## Collèges universitaires
Dès le milieu du XVIe siècle, Pavie comptait deux grands collèges universitaires, l'Almo Collegio Borromeo et le Collège Ghislieri, qui au XIXe siècle ont joué un rôle important dans la préparation culturelle d'une grande partie de la classe dirigeante et intellectuelle lombarde et italienne.

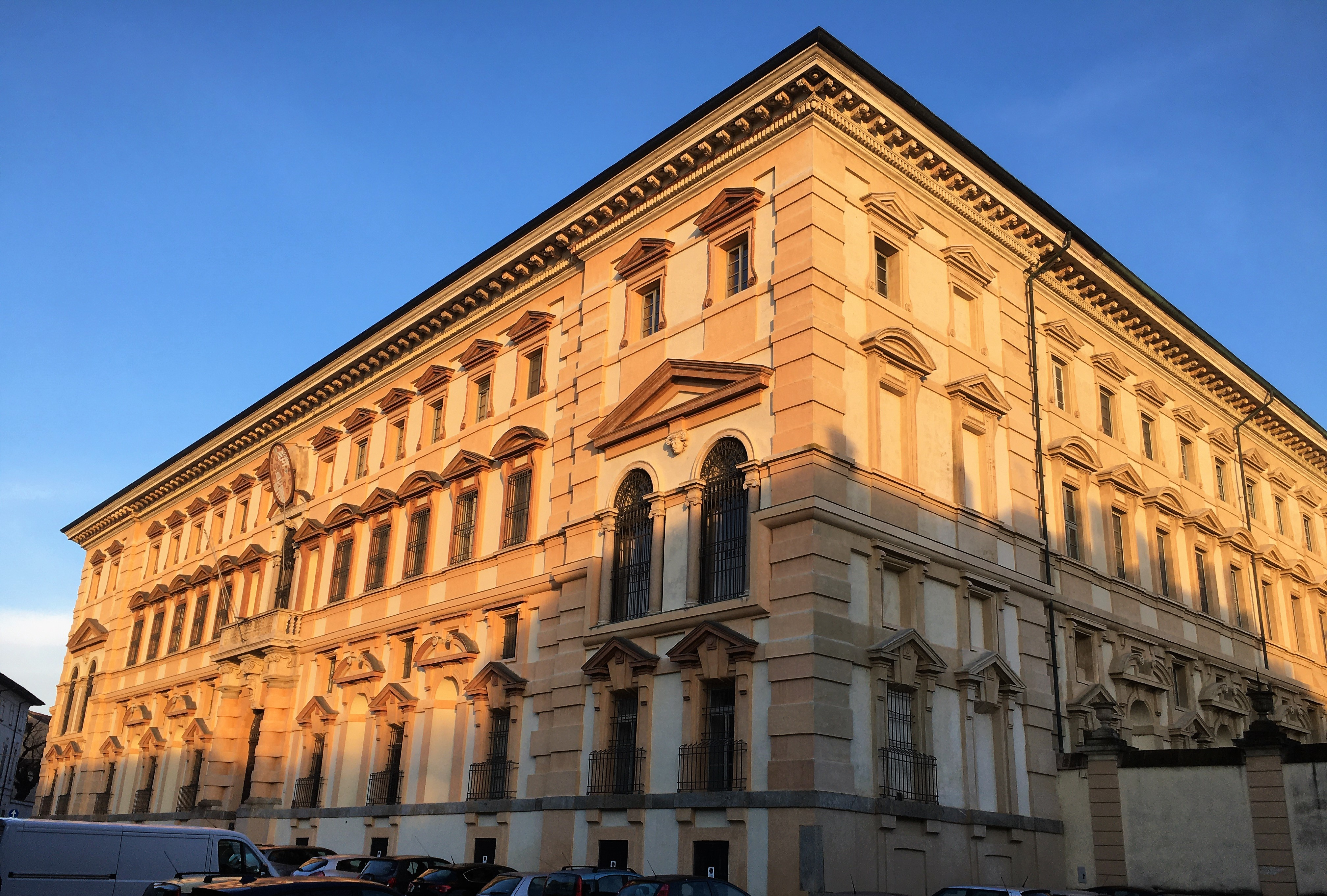
Collegio Borromeo, 1564.

Dans le plan de renforcement des structures universitaires, après 1945, un grand développement de cet aspect caractéristique de la vie universitaire de Pavie a joué un rôle central grâce au recteur Plinio Fraccaro. Profondément insérés dans le tissu culturel et historique de la ville, les collèges jouent un fort rôle d'attraction pour les étudiants de toute l'Italie ; Fort moyen d'agrégation et de passerelle entre la vie académique et sociale, à ce jour, les collèges peuvent être divisés en collèges du mérite, publics (EDISU) et privés. Les quatre collèges du mérite sont l'Almo Collegio Borromeo (mixte), le Collegio Ghislieri (mixte), le Collegio Santa Caterina (féminin) et le Collegio Nuovo (féminin): ce sont des collèges réservés aux étudiants méritants, sélectionnés par concours public. Ces quatre collèges offrent également une section ou une résidence distincte pour les étudiants de troisième cycle. Les collèges gérés par l'EDISU sont le Collège Castiglioni-Brugnatelli (féminin), le Collège Cairoli (masculin), le Collège Girolamo Cardano (mixte), le Collège Fraccaro (masculin), le Collège Spallanzani (masculin), le Collège Benvenuto Griziotti (mixte ), le Collège Giasone del Maino (mixte), le Collège Lorenzo Valla (mixte), le Collège Alessandro Volta (mixte) et les Collèges Camillo Golgi (mixte), deux résidences universitaires à administration séparée. Il existe également quatre collèges privés: le Collège Maria Ausiliatrice (femme), le Collège Sant'Agostino (homme) et le Collège Senator (femme). Enfin, à Crémone, il y a le Collegio Quartier Nuovo.

## Recherche
L'université de Pavie est axée sur la recherche et il existe de nombreux projets de recherche et collaborations internationales dans lesquels elle est impliquée. Il existe plusieurs centres de recherche qui, associés à l'université, collaborent activement et permettent sa croissance scientifique et culturelle. je suis un exemple :

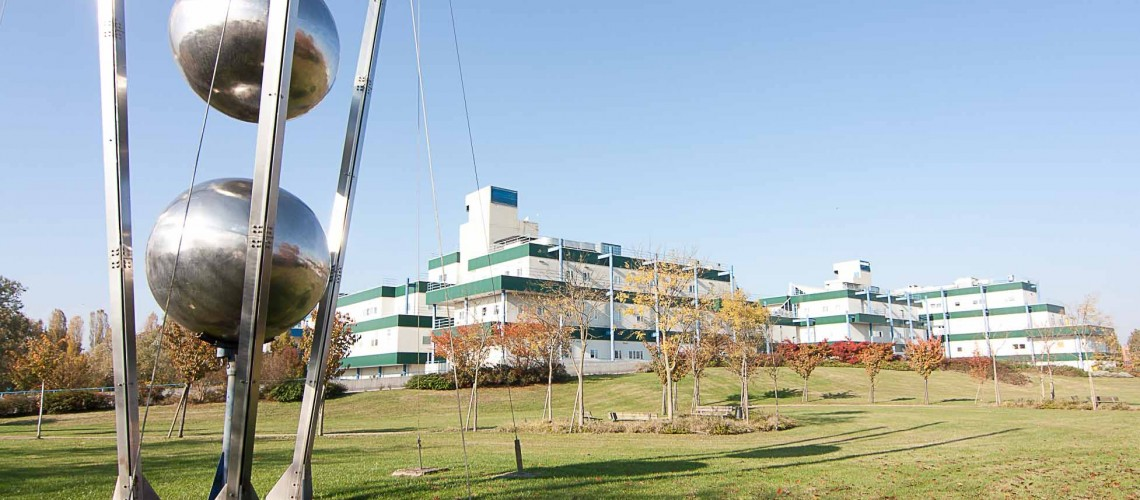
Centre d'ingénierie fondé sur un projet de l'architecte Giancarlo De Carlo, 1972.

La fondation EUCENTRE, dans le domaine de l'ingénierie, est l'une des meilleures excellences. Créé en 2003 à l'initiative des membres fondateurs du Département de la protection civile, université de Pavie, Institut national de géophysique et de volcanologie (INGV), l'Institut universitaire d'études supérieures de Pavie (IUSS) est une organisation à but non lucratif qui promeut et développe la recherche et la formation dans le domaine de la réduction des risques, notamment sismiques.
L'Institut de génétique moléculaire (IGM-CNR), né en septembre 2000 de la fusion de deux centres du Conseil national de la recherche de Pavie : l'Institut de biochimie et de génétique évolutive (IGBE) et le Centre d'études d'histochimie (CSI). L'IGM est impliqué dans la recherche fondamentale sur les processus biomoléculaires fondamentaux.
L'Institut national de physique nucléaire (INFN), créé en 1951, est un organisme public de recherche destiné à l'étude des constituants fondamentaux de la matière et mène des recherches théoriques et expérimentales dans le domaine de la physique nucléaire, subnucléaire et des astroparticules, en étroite collaboration avec le monde universitaire.
Le Centre des technologies de la santé (CHT), un projet stratégique de l'université de Pavie (qui relie 12 départements médicaux et scientifiques, 100 professeurs et 200 doctorants), s'occupe de la recherche scientifique pour résoudre les problèmes de santé humaine, en promouvant la recherche interdisciplinaire intégrant les sciences fondamentales , médecine, pharmacologie et ingénierie. Le projet "OTAN", piloté par un groupe de recherche du CHT, était l'une des expériences scientifiques réalisées en orbite à l'intérieur de la Station Spatiale Internationale lors de la mission Expedition 42/43.

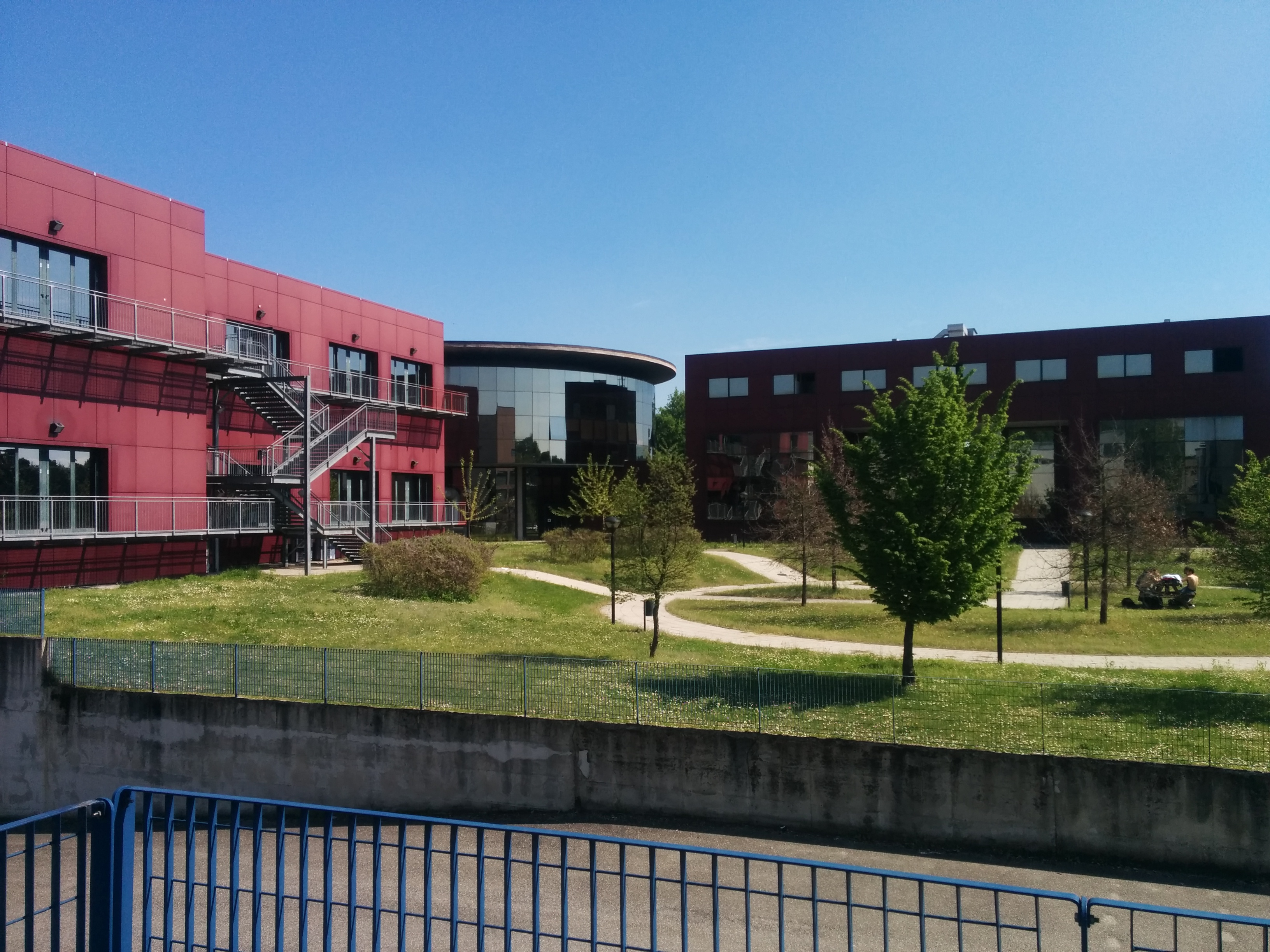
Certains des pavillons des facultés scientifiques.

Le parc technico-scientifique (PTS) récemment créé gère un incubateur d'entreprises dans les domaines de la biotechnologie et des TIC de l'université. 
Le Laboratoire d'énergie nucléaire appliquée (LENA), où se trouve le réacteur à fission nucléaire homonyme, utilisé pour des projets de recherche, de formation et d'enseignement.
Le Centre d'études sur la tradition manuscrite des auteurs modernes et contemporains, fondé en 1980 par Maria Corti, conserve et étudie le matériel documentaire et manuscrit relatif aux écrivains et aux scientifiques et intellectuels en général des deux derniers siècles, tels que Eugenio Montale, Carlo Emilio Gadda, Romano Bilenchi, Mario Luzi, Guido Morselli, Alfonso Gatto, Alberto Arbasino, Italo Calvino, Anna Banti, Indro Montanelli, Carlo Levi, Umberto Saba, Tonino Guerra, Salvatore Quasimodo, Mario Rigoni Stern, Ennio Flaiano, Riccardo Bacchelli, Amelia Rosselli, Giorgio Manganelli, Luigi Meneghello, Antonio Pizzuto, Paolo Volponi, Goffredo Parise et Luigi Malerba.
Pavia Digital Archives est un projet promu par l'université en 2009 dans le but de collecter des archives numériques natives de personnalités de la littérature et de la culture contemporaine pour assurer leur conservation et leur étude dans le temps.

## Départements et facultés
Depuis le 1er janvier 2012, l'université de Pavie est divisée en dix-huit départements suivants:
- Biologie et biotechnologie
- Chimie
- La physique
- Droit
- Génie civil et architecture
- Ingénierie industrielle et informatique
- Mathématiques
- Médecine interne et thérapie médicale
- Médecine moléculaire
- Musicologie et patrimoine culturel
- Santé publique, médecine expérimentale et médico-légale
- Sciences chirurgicales cliniques, diagnostiques et pédiatriques
- Sciences économiques et commerciales
- Sciences pharmaceutiques
- Sciences politiques et sociales
- Système nerveux et sciences du comportement
- Sciences de la terre et de l'environnement
- Sciences humaines

En 2013, les facultés de:
- Ingénierie
- Médecine et Chirurgie

## Musées
Le "système des musées universitaires" a été créé en janvier 2005 dans le but de rassembler tous les musées et collections de l'université de Pavie. En particulier, l'université accueille :

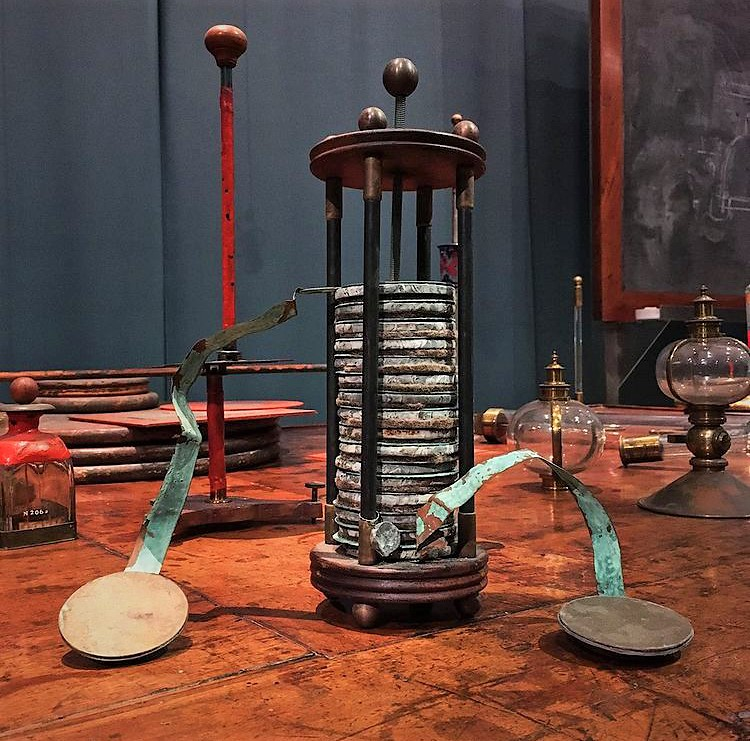
Pile voltaïque, musée pour l'histoire de l'université de Pavie.

- Pile voltaïque, musée pour l'histoire de l'université de Pavie.Musée pour l'histoire de l'université de Pavie : il comprend deux sections principales, celle de médecine et celle de physique. Le parcours, à travers l'exposition des outils utilisés par les grands maîtres du passé, témoigne de l'évolution de l'étude et de l'enseignement de ces sciences[27].
- Musée d'histoire naturelle de Pavie : créé à des fins didactiques par Lazzaro Spallanzani en 1771 grâce à un premier noyau de minéraux envoyé en cadeau par l'impératrice Marie-Thérèse d'Autriche. La section d'anatomie comparée a été ajoutée à la section de minéralogie et de zoologie en 1778. La renommée du Musée, qui comptait déjà en 1780 plus de 24 000 exemplaires, inspira au poète et mathématicien Lorenzo Mascheroni quelques vers du poème didactique Invito a Lesbia Cidonia[28].
- Musée de la technologie électrique : créé en 2006, grâce aux dons d'Edison, d'Enel et de nombreuses entreprises du secteur. Hommage permanent à Alessandro Volta (inventeur de la pile électrique, professeur et recteur de l'université), il présente l'héritage historique de la technologie électrique et son impact sur tous les aspects de la vie quotidienne des origines de l'électricité à nos jours[29].
- Musée de minéralogie, conserve des collections de minéraux, de roches et de fossiles provenant des sites italiens et étrangers les plus célèbres. Le musée compte environ 10 000 pièces et est divisé en deux sections, Minéralogie-Pétrographie et Géologie-Paléontologie[30].
- Musée Camillo Golgi : créé en 2012 et consacré à la figure de Camillo Golgi (1843-1926), prix Nobel de médecine et inventeur de la réaction noire, une méthode histologique, considérée comme la base des neurosciences modernes[31].

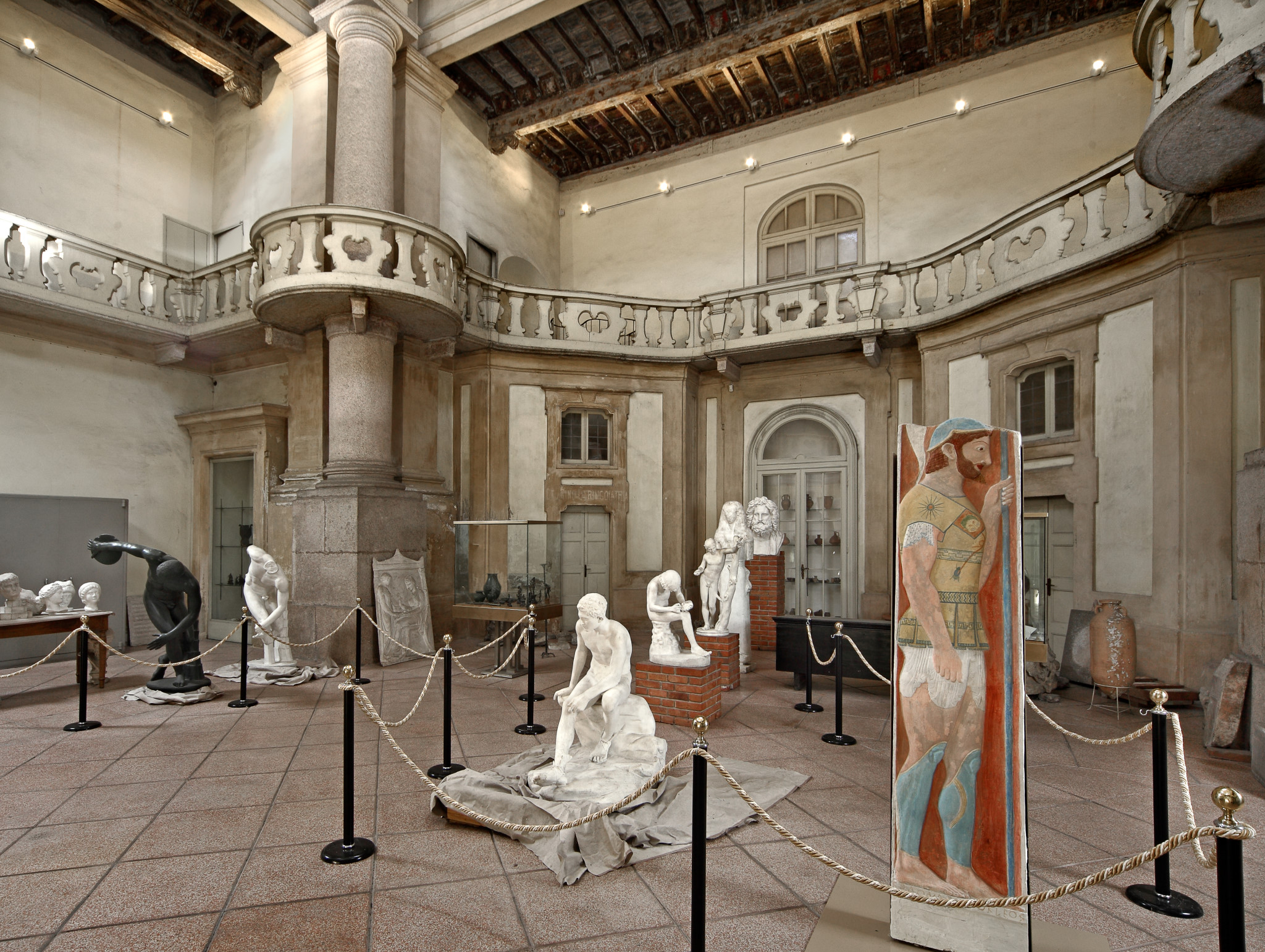
Musée d'archéologie, 1819.

- Musée d'archéologie, 1819.Musée archéologique : comprend des collections didactiques de différentes époques (de la préhistoire à la fin de l'Antiquité), dont une petite section égyptienne. Parmi les objets exposés, il y a des sculptures, des chapiteaux, des vases et des pièces de monnaie. Le premier noyau de la Collection a été constitué par le professeur d'archéologie, Pier Vittorio Aldini en 1819. Le musée est installé dans la salle de croisière de l'ancien hôpital San Matteo, accessible par le passage entre la cour des Magnolias et la cour Sforzesco[32].
- Jardin botanique de l'université de Pavie : créé en 1773. Il s'étend sur une superficie d'environ 2 hectares et comprend les serres, le bâtiment historique et l'arboretum consacré aux collections de plantes vivantes d'extérieur. Les collections sont en partie thématiques et en partie représentatives des zones géographiques. La serre la plus ancienne est dédiée au premier directeur du Musée, Antonio Scopoli. De la plante d'origine, il reste un platane de 45 mètres de haut, dont la circonférence à la base dépasse 7 mètres[33].

## Personnalités liées à l'université

### Professeurs
- Balde de Ubaldis, (1327-1400), droit
- Laurent Valla, (1407-1457), philologie
- Marco Gattinara (1442?-1496), médecine
- Jérôme Cardan (en latin Hieronymus Cardanus)  (1501-1576), médecine
- Ludovico Maria Sinistrari (1622-1701), Théologie et philosophie
- Lazzaro Spallanzani (1729-1799), histoire naturelle, biologie
- Carlo Barletti (1735-1800), physique expérimentale
- Pietro Tamburini (1737-1827), théologie morale
- Giuseppe Zola (1739-1806), historien ecclésiastique
- Francesco Luini (1740-1729), mathématicien
- Alessandro Volta (1745-1827), physique
- Lorenzo Mascheroni (1750-1800), algèbre et géométrie
- Ugo Foscolo (1778-1826), littérature
- Giovanni Zuccala (1798-1836), esthétique
- Carlo Vittadini (1800-1865), botanique
- Guglielmo Gasparrini (1804-1866), anatomie et morphologie végétale
- Eugenio Beltrami (1835-1900), mathématicien et physicien
- Cesare Lombroso (1835-1909), médecine légale
- Camillo Golgi (1843-1926), médecine
- Pietro Grosso (1856-1926), médecine
- Giulio Natta (1903-1979), chimie
- Ludovico Geymonat (1908-1991), philosophie
- Gianfranco Contini (1912-1990), philologie
- Mario Albertini (1919-1997), philosophie politique
- Dante Isella (1922-2007), littérature
- Carlo Rubbia (1934), physique